# 何夔
何 夔（か き、生没年不詳）は、中国後漢末期から三国時代の人物。字は叔龍。豫州陳郡陽夏県（現在の河南省周口市太康県）の出身。祖父は何臨。父母の名は不明。子は何曾。孫は何劭・何遵。

## 生涯
曾祖父の何熙は安帝時代の車騎将軍。叔父の何衡は尚書だったが、率直な発言により宦官に疎まれ、親族ともども官吏の資格を剥奪された。
父を早くに亡くしたため、母や兄と生活を共にし、孝行と兄弟仲の良さによって称賛された。身長は八尺三寸（約191cm）、慎み深く威厳のある容貌だった。
戦乱を避け淮南に至った何夔は、袁術が寿春に進出すると招聘される。何夔はこれに応じなかったが、袁術によって引き止められた。また、袁術は蘄陽を攻撃・包囲した際、何夔を降伏勧告の使者として送ろうとしたが、この役目も拒んだ。
建安2年（197年）、秘密裏に袁術の下を脱し、翌年に郷里の陳郡まで戻った。その後、司空の曹操に招聘され、掾属（属官）となる。曹操はしばしば掾属に杖罰を加えていたが、死んでも杖罰を受けまいと毒薬を常備していた何夔は、この被害を被らなかった。
地方に出て城父県令、のち長広太守となる。同地では豪族の管承が狼藉を働いていたが、何夔は使者を派遣して事の利害を説明し、服従させた。また、張遼と共に賊徒の従銭を討伐したり、反乱を起こした王営を計略でもって離散させたりした。曹操が条例を設けて州郡を縛り、税を取り立てようとすると、何夔は新設の長広郡など反発が予想される地域に対してはこれを緩めるよう進言した。
中央に召還され參丞相軍事となるが、楽安郡が海賊によって荒らされると長広統治の実績を買われ、楽安太守に就任。着任数ヶ月で賊を制圧した後、また中央に戻り、丞相東曹掾となった。
建安18年（213年）11月、魏が建国されると友人の毛玠らと共に尚書となり、さらに尚書僕射に転じる。曹植の側近として権勢を振るった丁儀兄弟とは仲が悪く、それを案じた傅巽から忠告を受けた。しかし何夔は自らの態度を変えることなく、後に何夔の予測どおり、丁儀は失脚した。
建安22年（217年）、曹丕が太子となると太子少傅となる。太子太傅の涼茂が亡くなるとこれに代わった。その後、太僕に昇進。この時、曹丕から送別会の招きを受けたが、礼法に反するとして応じなかった。
黄初元年（220年）、曹丕が帝位に即くと成陽亭侯に封じられ、領邑300戸を得た。病を得て退官を申し出たが、曹丕はこれを許さなかった。死去の後、靖侯と諡され、子の何曾が後を継いだ。